# Слоун, Тиффани
Ти́ффани Мари́ Сло́ун (англ. Tiffany Marie Sloan; 29 мая 1973, округ Ориндж, Калифорния, США — 1 ноября 2008, Лас-Вегас, Невада, США) — американская фотомодель, актриса, танцовщица и гимнастка.

## Биография
Она была выбрана в качестве Playmate журнала Playboy в октябре 1992 года. После появления в журнале снималась в кино, в том числе в популярном телесериале «Женаты… с детьми».
В последнее время жизни работала танцовщицей в клубе «Рай» (Лас-Вегас, штат Невада, США).
Покончила жизнь самоубийством путём передозировки лекарственных средств 1 ноября 2008 года. Ей было 35 лет.